# Джон Шерман Купер
Джон Шерман Купер (англ. John Sherman Cooper; 23 серпня 1901, Сомерсет, Кентуккі — 21 лютого 1991, Вашингтон) — американський юрист, дипломат і політик-республіканець, сенатор США від штату Кентуккі з 1946 по 1949, з 1952 по 1955 і з 1956 по 1973. Був членом Комісії Воррена.
Купер навчався у Центральному коледжі, у 1923 році закінчив Єльський університет. Він також продовжив навчався у Гарвардській школі права. У 1928 році він почав свою кар'єру як адвокат у Сомерсеті. Купер був суддею в окрузі Пуласкі з 1930 по 1938. Він брав участь у Другій світовій війні в американській армії і отримав звання капітана.
Посол США в Індії з 1955 по 1956, посол США у Східній Німеччині з 1974 по 1976. Він помер у 1991 році і був похований на Арлінгтонському національному цвинтарі.